# Зіленд (Північна Дакота)
Зіленд (англ. Zeeland) — місто (англ. city) в США, в окрузі Макінтош штату Північна Дакота. Населення — 82 особи (2020).

## Географія
Зіленд розташований за координатами 45°58′23″ пн. ш. 99°49′57″ зх. д. / 45.97306° пн. ш. 99.83250° зх. д. (45.972953, -99.832384).  За даними Бюро перепису населення США в 2010 році місто мало площу 0,77 км², уся площа — суходіл.

## Демографія
Згідно з переписом 2010 року, у місті мешкало 86 осіб у 48 домогосподарствах у складі 25 родин. Густота населення становила 111 осіб/км².  Було 99 помешкань (128/км²).
Расовий склад населення:
| - 98,8 % — білих - 1,2 % — корінних американців |

До двох чи більше рас належало 0,0 %. Частка іспаномовних становила 1,2 % від усіх жителів.
За віковим діапазоном населення розподілялося таким чином: 14,0 % — особи молодші 18 років, 50,0 % — особи у віці 18—64 років, 36,0 % — особи у віці 65 років та старші. Медіана віку мешканця становила 56,0 року. На 100 осіб жіночої статі у місті припадало 83,0 чоловіків;  на 100 жінок у віці від 18 років та старших — 89,7 чоловіків також старших 18 років.
За межею бідності перебувало 50,0 % осіб, у тому числі 58,6 % дітей у віці до 18 років та 27,8 % осіб у віці 65 років та старших.
Цивільне працевлаштоване населення становило 40 осіб. Основні галузі зайнятості: освіта, охорона здоров'я та соціальна допомога — 42,5 %, мистецтво, розваги та відпочинок — 22,5 %, сільське господарство, лісництво, риболовля — 17,5 %.